# Dennis Ross

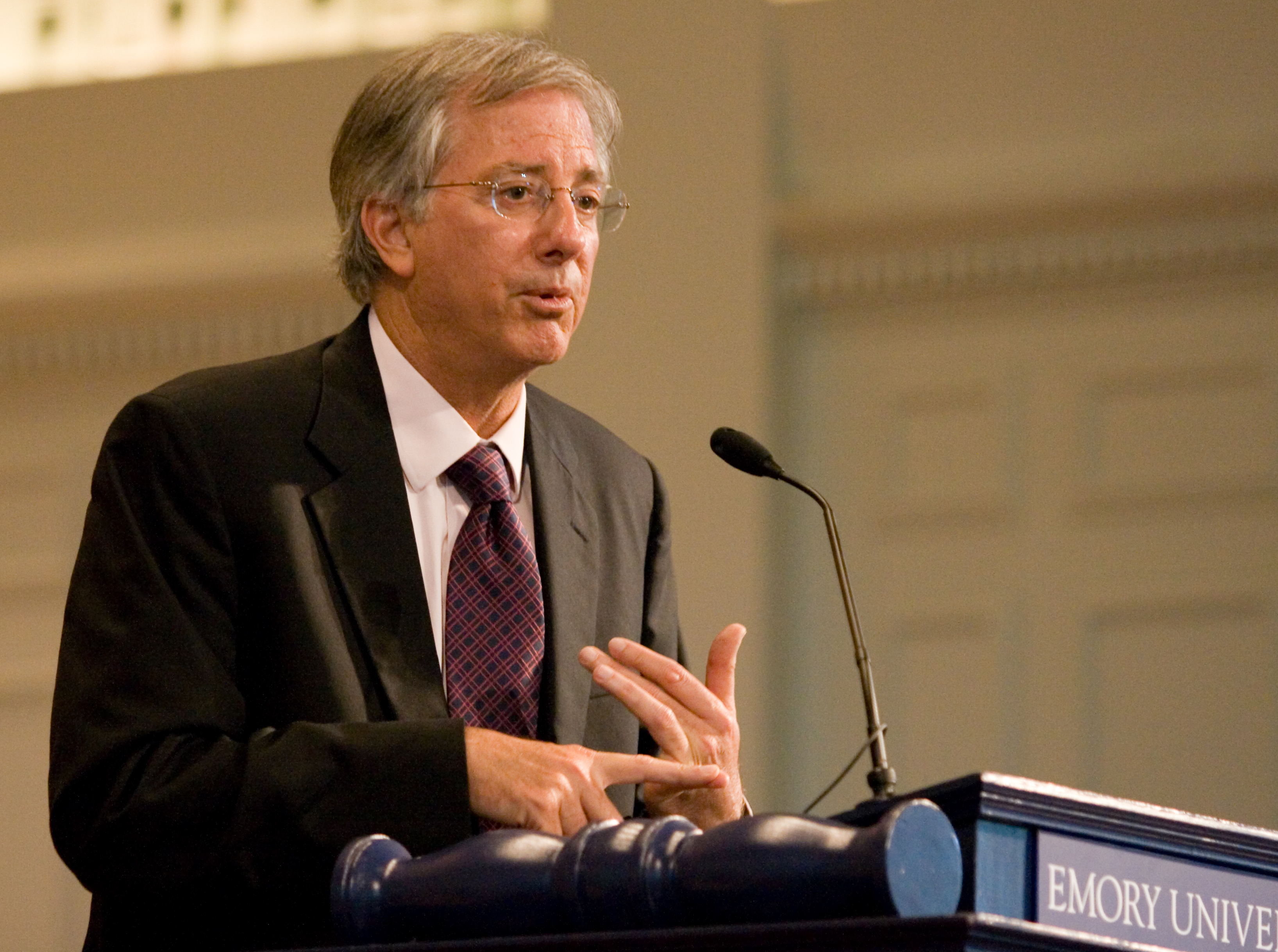
Dennis Ross bei einem Vortrag an der Emory University (2007)

Dennis B. Ross (* 26. November 1948 in San Francisco, Kalifornien) ist ein US-amerikanischer Diplomat, der vor allem durch seine Rolle als Unterhändler im Nahost-Friedensprozess in den 1990er Jahren bekannt wurde.

## Leben

### Karrierebeginn
Ross studierte an der University of California in Los Angeles (UCLA) Politikwissenschaft und promovierte 1982 über politische Entscheidungsprozesse in der Sowjetunion. In den 1980er Jahren hatte er verschiedene Posten im Verteidigungsministerium, im Außenministerium und im Nationalen Sicherheitsrat (National Security Council) inne. Unter anderem fungierte er von 1989 bis 1992 als Director of Policy Planning.

### Naher Osten
Trotz seines Hintergrunds als Experte für sowjetische Politik (so war er unter anderem als Direktor der Politischen Abteilung im State Department maßgeblich an der Gestaltung der amerikanischen Ostpolitik und der deutschen Wiedervereinigung beteiligt) hatte Ross sich bereits seit Beginn seiner Laufbahn auch mit den Fragen des Nahostkonflikts beschäftigt. Dies gipfelte 1988 in seiner Ernennung zum Chefunterhändler für den Nahost-Friedensprozess unter Präsident George Bush. Ross behielt diese Position auch unter Bill Clinton bei und war an den Verhandlungen zu den verschiedenen israelisch-palästinensischen Abkommen beteiligt, so etwa zu Oslo I im Jahre 1993, zu Oslo II 1995 oder zum Hebron-Abkommen 1997. Mit gemischtem Erfolg versuchte er auch Jordanien und Syrien mit Israel an den Verhandlungstisch zu bringen, wobei nur die Verhandlungen mit Jordanien zu einem Ergebnis führten (Israelisch-jordanischer Friedensvertrag 1994). 2001 gab Ross seinen Regierungsposten auf.
In der Folge war Ross bis Juli 2004 Direktor des Washington Institute for Near East Policy, einer Denkfabrik in Washington. Seit diesem Zeitpunkt hat er dort den Posten eines Beraters inne. Ross hegt eine rege Publikationstätigkeit in amerikanischen und internationalen Zeitschriften zu aktuellen Sachverhalten im Zusammenhang mit der Entwicklung der israelisch-palästinensischen Beziehungen.
Im August 2004 veröffentlichte er unter dem Titel The Missing Peace eine autobiographische Züge tragende Abhandlung über den Nahost-Friedensprozess. Diese wiederholt vor allem seine in den vergangenen Jahren verstärkt vorgetragene Kritik an der Unfähigkeit Jassir Arafats, eine dauerhafte Friedenslösung mit Israel zu erzielen. Im Juni 2007 folgte sein Buch Statecraft, in dem er eine außenpolitische Realpolitik im Anschluss an Platon, Niccolò Machiavelli und Otto von Bismarck in praktischer Hinsicht gegenüber einer ideologiegesteuerten Politik entfaltet.
Im Vorfeld der Präsidentschaftswahlen 2008 trat Ross als Unterstützer des demokratischen Kandidaten Barack Obama auf.

### Iran
Im September 2008 zeichnete sich Ross als Mitglied eines vom Bipartisan Policy Center erstellten Berichts über die weiteren möglichen Vorgehensweisen gegenüber dem Iran aus. Ausgangspunkt der Studie ist die Feststellung, dass die bisherige Politik der stufenweisen, immer wieder von Kriegsdrohungen begleiteten wirtschaftlichen und finanziellen Maßnahmen nicht den gewünschten Erfolg gebracht hat. Folglich geht es darum, einen möglichst großen Teil der Staaten der Welt für eine rasante Verschärfung der bisherigen Strategie zu gewinnen. Dies solle frühestens mit Amtseinführung des neuen Präsidenten geschehen.
Am 10. November 2011 gab Ross seinen Rücktritt bekannt, nachdem er das Amt länger als ursprünglich geplant ausgeübt hatte. Seitdem ist er als unbezahlter Berater tätig. Nach Angaben des Spiegel war Ross im Februar zu vertraulichen Gesprächen im Kanzleramt und Außenministerium in Berlin.

## Werke
- mit David Makovsky: Be Strong and of Good Courage: How Israel’s Most Important Leaders Shaped Its Destiny. Public Affairs, New York 2019, ISBN 978-1-5417-6765-2.
- Doomed to Succeed: The U.S.-Israel Relationship from Truman to Obama. Farrar, Straus & Giroux, New York 2016, ISBN 978-0-374-53644-2.
- Statecraft: And how to Restore America’s Standing in the World. Farrar Strauss & Giroux, New York (NY) 2007, ISBN 0-374-29928-5.
- The Missing Peace: The Inside Story of the Fight for Middle East Peace. Farrar Strauss & Giroux, New York (NY) 2004, ISBN 0-374-19973-6.